# Юрківська сільська рада (Уманський район)
Юркі́вська сільська́ ра́да — адміністративно-територіальна одиниця та орган місцевого самоврядування в Уманському районі Черкаської області. Адміністративний центр — село Юрківка.

## Загальні відомості
- Населення ради: 966 осіб (станом на 2001 рік)

## Населені пункти
Сільській раді підпорядковані населені пункти:
- с. Юрківка

## Склад ради
Рада складається з 12 депутатів та голови.
- Голова ради: Парфенюк Петро Савович
- Секретар ради: Керезвас Алла Іванівна

### Керівний склад попередніх скликань
| Прізвище, ім'я, по батькові | Основні відомості                                                             | Дата обрання | Дата звільнення |
| --------------------------- | ----------------------------------------------------------------------------- | ------------ | --------------- |
| Парфенюк Петро Савович      | Сільський голова, 1957 року народження, освіта середня загальна, безпартійний | 26.03.2006   | 31.10.2010      |
| Парфенюк Петро Савович      | Сільський голова, 1957 року народження, освіта середня загальна, безпартійний | 31.10.2010   |                 |

Примітка: таблиця складена за даними сайту Верховної Ради України

### Депутати
За результатами місцевих виборів 2010 року депутатами ради стали:

#### За суб'єктами висування
| Суб'єкт висування | Кількість обраних депутатів | %    |
| ----------------- | --------------------------- | ---- |
| Партія регіонів   | 8                           | 66,7 |
| Самовисування     | 4                           | 33,3 |

#### За округами
| № округу        | Прізвище, ім'я, по батькові   | Дата визнання обраним | Освіта             | Партійна приналежність                        | Відомості про обраного депутата                             |
| --------------- | ----------------------------- | --------------------- | ------------------ | --------------------------------------------- | ----------------------------------------------------------- |
| Партія регіонів |                               |                       |                    |                                               |                                                             |
| 2               | Лещенко Тетяна Андріївна      | 31.10.2010            | середня спеціальна | член Партії регіонів                          | Юрківська дільчичалікарня ветеринарної медицина, ветлікар   |
| 3               | Митко Світлана Віталіївна     | 31.10.2010            | середня спеціальна | член Партії регіонів                          | Територіальний центр, соціальний працівник                  |
| 5               | Панченко Валентина Василівна  | 31.10.2010            | вища               | член Партії регіонів                          | Юрківська лікарська амбулаторія, головний лікар             |
| 6               | Керезвас Алла Іванівна        | 31.10.2010            | середня            | член Партії регіонів                          | Юрківська сільська рада, секретар                           |
| 7               | Мельник Оксана Іванівна       | 31.10.2010            | вища               | член Партії регіонів                          | Юрківська сільська рада, головний бухгалтер                 |
| 8               | Поссесор Валентина Вікторівна | 02.11.2010            | середня спеціальна | член Партії регіонів                          | Юрківське поштове відділення, начальник                     |
| 9               | Осипенко Сергій Володимирович | 31.10.2010            | вища               | член Партії регіонів                          | Юрківська дільча лікарня ветеринарної медицина, ветлікар    |
| 10              | Свіщенко Юлія Володимирівна   | 31.10.2010            | середня            | член Партії регіонів                          | Юрківська сільська рада, спеціаліст землввпорядник          |
| Самовисування   |                               |                       |                    |                                               |                                                             |
| 1               | Синько Віктор Борисович       | 31.10.2010            | середня            | член Всеукраїнського об'єднання «Батьківщина» | пенсіонер                                                   |
| 4               | Заболотня Олена В'ячеславівна | 31.10.2010            | вища               | позапартійна                                  | Юрківська сільська рада, спеціаліст по соцзахисту Населення |
| 11              | Зозуля Віктор Володимирович   | 31.10.2010            | вища               | позапартійний                                 | ПП.Полонська Л.Г, продавець                                 |
| 12              | Зарудняк Микола Олександрович | 31.10.2010            | вища               | позапартійний                                 | Юрківський НВК, вчитель                                     |